# Henning Brøndum, Bothildsen Nielsen, Kristian Van Baalen
|  | Denne artikel er oprettet af botten Steenthbot ud fra en ekstern database. Den kan derfor have sproglige fejl eller mangler. Denne skabelon kan fjernes efter kontrol af indholdet. |

Henning Brøndum, Bothildsen Nielsen, Kristian Van Baalen er en dansk dokumentarfilm fra 1945 instrueret af Poul Bang.

## Handling
Henning Brøndum og Kai Bothildsen-Nielsen var danske HIPOfolk. Kristian Van Baalen (eller korrekt Christian von Baalen) var hollænder. Alle tre var med i Peter-gruppen under Besættelsen. Brøndum og Bothildsen Nielsen blev dømt til døden under retsopgøret og henrettet i 1947. Christian von Baalen blev idømt 5 års fængsel og udvist af Danmark i 1949.